# Каза д'Андрино (Алесандрија)
Каза д'Андрино је насеље у Италији у округу Алесандрија, региону Пијемонт.
Према процени из 2011. у насељу је живело 25 становника. Насеље се налази на надморској висини од 381 м.